# 10 Calls After
「10 Calls After」（テン・コールス・アフター）は、1995年12月13日にEpic/Sony Recordsよりリリースされた、Bluem of Youthの2枚目のシングル。

## 解説
前作「最後の願い」から2ヵ月後にリリースした作品。現在は廃盤になっており、入手困難である。

## 収録曲
1. 10 Calls After
作詞・作曲・編曲：松ヶ下宏之
2. 雪のないクリスマス
2002年3月27日にリリースされた『Gift〜Bluem of Extra〜』に収録された。
3. 10 Calls After（Instrumental）